# Сърцето на града
„Сърцето на града“ (на турски: Bu Şehir Arkandan Gelecek, в най-близък превод Този град ще дойде след теб) е турски драматичен сериал, излязъл на телевизионния екран през 2017 г.

## Сюжет
Дерин е дъщеря на богат човек, а Али е млад мъж израснал без родители, владее 5 езика, има образование в областта на корабостроенето и изкарва парите си с бокс. Той е отгледан от Рауф, който го е взел при себе си когато е едва 4-годишен. За него Истанбул е свързан с кошмари от детството. Когато се връща в родния си град, той си спомня как баща му Метин е убил майка му. Кошмарите го измъчват докато двамата с Дерин се опитват да открият какво точно се е случило в нощта когато баща му е убил майка му.

## Излъчване
| Сезон | Епизоди | Начало на сезона | Край на сезона | Всички епизоди | ТВ сезон | ТВ канал | Дата и час    |
| ----- | ------- | ---------------- | -------------- | -------------- | -------- | -------- | ------------- |
| 1     | 20      | 4 януари 2017    | 14 юни 2017    | 1 – 20         | 2017     | ATV      | сряда (20:00) |

## Излъчване в България
| Сезон | Епизоди | Начало на сезона   | Край на сезона | Всички епизоди | ТВ сезон       | ТВ канал | Дата и час                 |
| ----- | ------- | ------------------ | -------------- | -------------- | -------------- | -------- | -------------------------- |
| 1     | 62      | 1 декември 2017 г. | 20 юли 2018 г. | 1 – 62         | 2017 – 2018 г. | bTV      | всеки делничен ден (18:00) |

## Актьорски състав
- Керем Бюрсин – Али Варгъ/Смит
- Лейля Лидия Туутлу – Дерин Миркеламоглу-Варгъ
- Гюркан Уйгун – Шахин Варгъ
- Осман Алкаш – Рауф
- Бурак Тамдоган – Текин Гьоргюноглу-Миркеламоглу
- Седа Акман – Белгин Миркеламоглу
- Дефне Каялар – Несрин
- Нилпери Шахинкая – Аслъ
- Али Йоренч – Ийт Бурсалъ
- Селим Тюркоглу – Вейсел
- Енгинай Гюлтекин – Ебру
- Беррак Куш – Сюрея Бурсалъ
- Азиз Джанер Инан – Бора
- Баръш Аккоун – Сеит
- Абдуррахман Йунусоглу – Хайри
- Елиф Атакан – Гюлдже Атай
- Корай Шахинбаш – Айдемир Атай

## В България
В България сериалът започва на 1 декември 2017 г. по bTV и спира на 12 януари 2018 г. На 4 юни е показано продължението на сериала и завършва на 20 юли. Дублажът е на студио Медиа Линк. Ролите се озвучават от Вилма Карталска, Ирина Маринова, Васил Бинев, Георги Георгиев-Гого и Александър Воронов.
На 22 октомври 2019 г. започва повторно излъчване по bTV Lady и завършва на 13 януари 2020 г.
На 21 април 2022 г. започва повторно излъчване по Dizi (TDC).